# Venturia comari
Venturia comari är en svampart som först beskrevs av Joseph Schröter, och fick sitt nu gällande namn av E. Müll. Venturia comari ingår i släktet Venturia och familjen Venturiaceae.   Inga underarter finns listade i Catalogue of Life.